# Cenicientos
Cenicientos és un municipi de la Comunitat de Madrid que limita amb les províncies de Toledo i Àvila.

## Història
L'origen de Cenicientos hi ha qui ho relaciona amb la Piedra Escrita, monument megalític en honor de la deessa Diana datat entre els segles II i IV, suposadament d'origen romà, consisteix en una gran roca de granit de 7 m. d'altura i 9 de circumferència. encara que bé és cert que aquesta pedra fins a la data és un enigma, i solament existeixen especulacions sobre ella. Uns altres consideren que l'origen del poble és visigot. encara que de l'època visigoda solament és testimoni una necròpoli excavada en granit propera a la vila, i en el mateix entorn de la Piedra Escrita.
Cenicientos no va ser fundat com a tal, fins després de la Reconquesta, per Alfons VI de Castella en el segle xi, sent en l'any 1188 quan per primera vegada es fa al·lusió a "La Penya de Cenicientos" i consta l'autorització de l'Arquebisbe de Toledo per a fundar l'Església a Cenicientos. Des de la seva conquesta castellana va pertànyer a les terres del Senyoriu d'Escalona (Toledo), igual que altres municipis de la comarca va passar a les mans de do Álvaro de Lluna. Durant el segle xvii la localitat va conèixer la seva esplendor mentre va estar vinculada a terres toledanas de tot aquest període es conserven els traçats de vells camins històrics que es conserven en el terme: el cordell de San Juan, la Via Pecuària que recorre el sud del terme en direcció a l'actual Pantà de San Juan, o l'antic camí d'Escalona de Alberche. La seva església de San Esteban Protomártir va ser acabada el 1564. Entre els anys 1598 i 1600, va assotar la pesta bubónica que assolava a tota Castella, castigant fortament a la ciutat i amb un total de més de 1000 morts.
El 1633, Cenicientos va obtenir el títol de Vila sent rei Felip IV, amb una població de penes 120 veïns. En el segle xviii la seva economia es basava en l'agricultura i ramaderia, a part de la indústria artesanal gràcies als molins harineros i aquest segle va anar d'una gran prosperitat per al poble i especialment per les bones relacions comercials mantingudes amb els pobles de més al sud, com Talavera de la Reina i per tot el traçat de camins que es van fer. Cenicientos es va integrar en la província de Madrid en 1833 en la qual ha pertangut des de llavors.